# 松野泰己
松野 泰己（まつの やすみ、1965年（昭和40年）10月24日 - ）は、新潟県妙高市（旧・新井市）出身のゲームクリエイター、株式会社ALGEBRA FACTORY（アルゼブラ ファクトリー）代表取締役。法政大学経済学部中退。A型。
『オウガバトルシリーズ』や『イヴァリースシリーズ』など、シミュレーションロールプレイングゲーム作品を中心に制作している。

## 経歴

### 生い立ち
幼少時代には当時の世間一般的な娯楽には触れる機会がなく、妄想や想像にふける事が最大の楽しみであったという。図書館に通い第二次世界大戦の資料文献などから1人でジオラマ再現などをしていた。中学3年生の時、ゲームの虜となる。当時はまだゲームセンターのイメージが良くなく、人目を避けるためにわざわざ地元から離れた土地まで通い詰めていた。大学では映画研究会に所属。友人達とアルバイトをして稼いだ資金で自主制作映画を手掛け、ものつくりの楽しさに触れた。その後、経済誌のライターを務めた。

### クエスト
1989年にクエストに入社。彼の作品の中心メンバーとなる皆川裕史、吉田明彦、岩田匡治（彼を介して崎元仁とも）と出会う。いくつかの作品の企画参加を経て『伝説のオウガバトル』『タクティクスオウガ』を製作。

#### スクウェアへの移籍
1995年9月、『タクティクスオウガ』のマスターアップ後、発売を待たずにクエストを退社。以前より松野は同作が完成したらクエストを辞める約束をしていたという。その後、当時スクウェアに在籍していた三原一郎（現アリカ副社長）に誘われ、スクウェア（現スクウェア・エニックス）に入社。これに関しては「スクウェアからの引き抜きがあったのでは」という疑惑も挙がったが、ファンサイトの電子掲示板で「クエスト退社の理由は『経営陣との方針の食い違い』からである」と否定した。同時にクエストの社員である皆川裕史と吉田明彦も移籍しているのは、松野自身からの誘いによる移籍であり、スクウェアの関与ではない。

### スクウェア
スクウェアでは最初に『ファイナルファンタジータクティクス』を任せられる。クエストから呼び寄せた旧知のスタッフと、スクウェアの伊藤裕之達と共に約1年の製作期間で完成させた。『タクティクスオウガ』に酷似していたために物議を醸すこととなったが、シミュレーションRPGでは異例の100万本を越える売り上げを達成した。その後『ベイグラントストーリー』を制作。コアゲーマーによる評価は高かったものの独自路線を強く出しすぎたためか、売上は当時のスクウェアとしては不振（日本:約30万本、海外:約70万本）で、ディレクターを辞職し、チームを解散した。
その後はスクウェアの提供するネットワークサービス『PlayOnline』にプロデューサーとして関わり、2002年、スクウェアがソフト製作部門に事業部制を導入すると共に、第4開発事業部部長として執行役員も務めた。

#### 『FFXII』の製作と途中降板
坂口博信の推薦で『ファイナルファンタジーXII』のプロデューサー、ディレクター、シナリオを当初担当（坂口博信はエグゼクティブプロデューサー）。それと並行して、クエストのゲーム事業がスクウェアへ譲渡された縁で、旧クエストのメンバーと合流。彼らがメインで開発した『ファイナルファンタジータクティクスアドバンス』のプロデューサーや原案を務めた。しかし、『FFXII』の開発途中でメディアの露出が無くなり、2005年3月に執行役員から解任。同年8月、病気療養による降板が発表され、取締役員の河津秋敏がエグゼクティブプロデューサーに就任し、開発体制は変更。松野は監修・原案となった。
のちにスクウェア・エニックスはユーザーのEメールへの回答で「2005年8月末をもって退職した」と発表している。松野はTwitter上でユーザーに退社理由を聞かれ、病気療養による降板という公式情報以上でも以下でもなく、ファンや各関係者に迷惑をかけてしまったことに対するけじめを取ったと答えている。海外メディアへのインタビューにおいて河津は、上記2作の参加とシナリオの遅れが『FFXII』製作遅延の原因と語っているが、『電撃PlayStation』Vol.406のインタビューにおいてはディレクターの伊藤が、バトルシステムの構築にはそのくらいの時間が必要だったとも語っている。

### スクウェア・エニックス退社後
2006年9月14日、任天堂主催"Wii Preview"の会場内で放映された開発者インタビューに登場。「Wii用ゲームソフトのアイデアを練っている」とのことで、これが実に2年ぶりのメディアへの登場となった。その後、崎元仁が海外のインタビューで「現在、彼と一緒に仕事をしている」と答えていた。
2009年3月10日、北米で発売されたプラチナゲームズ製作・スパイク販売（海外版はセガが販売）『マッドワールド』にシナリオ製作と世界観構築で参加。同作品は2010年2月10日に日本でも発売された。
2010年7月、PSP専用ソフト『タクティクスオウガ 運命の輪』がスクウェア・エニックスより発売。松野以下オリジナル版の主要スタッフ全員が製作に参加している。

### レベルファイブ
2011年6月、レベルファイブに入社。『GUILD01』に収録された『CRIMSONSHROUD（クリムゾンシュラウド）』の製作を手がける。2012年10月にニンテンドー3DSダウンロード版『CRIMSONSHROUD』の調整を終え、同社を退社。

### レベルファイブ退社後
2013年9月19日、東京ゲームショウ2013にてPlayDekが開発するカードゲーム『アンサング・ストーリー(UNSUNG STORY)』の世界観設定と、同社のタクティクスゲーム『アンサング・ストーリー:名もなき戦士たちの物語（仮）』の世界観設定やゲーム原案（システム設計）などを担当していることが発表された。しかし、同作品はクラウドファンディングに成功するものの後にプロジェクトが瓦解し、その時点で松野は開発から離れている。
2016年8月21日、サイゲームスの新作発表会「Cygames Next 2016」にてプラチナゲームズの開発するスマートフォン用ゲーム『ロストオーダー』の開発ディレクターを担当していることが発表された。

### ALGEBRA FACTORY
2016年、ALGEBRA FACTORYを創業し、代表取締役に就任。
2017年、ミストウォーカー開発・運営のスマートフォン用ゲーム『テラバトル』にて、9月29日から12月4日まで行われたスペシャルクエスト「ブレアソールとアリオーネは死んだ」のシナリオを担当。
同年、『ファイナルファンタジーXIV』の拡張ディスク『紅蓮の解放者』のアライアンスレイド「RETURN TO IVALICE」シナリオを担当。
2019年、『FFXIV』の拡張パッケージ『漆黒の反逆者』の追加コンテンツ「セイブ・ザ・クイーン」のシナリオを担当。

## 作風
舞台設定の構築を非常に重要視したゲーム作りを行う事で有名であり、シナリオ制作にあたってはまず歴史や神話、文化や政治体制など世界の根幹となる部分を細密に設定し、それらを土台とする広大な空想世界を創造（『オウガバトルサーガ』や『イヴァリース』）、その中の出来事として物語を作るというスタンスを取る。これは本人が創作活動の源を行間や空白を想像する事としているためであるという。製作するストーリーラインの多くは西洋ファンタジー調を基とし、国家、宗教、人種間の紛争に及んだ複雑なものである。
しばしば作中にロックバンド・クイーンの引用が見られる。作品には曲から物語の着想を得たもの、サブタイトルや地名をそのまま曲名にしたもの、クイーンにちなんだ固有名詞などがいくつか入っている。
製作しているジャンルがRPG、SRPG中心なのは、あくまで「商品としてのゲーム」を製作しているためであると話している。オウガバトルを製作したきっかけはマニアックなジャンルであったシミュレーションゲームを万人受けする水準まで引き下げた『ファイアーエムブレム』のヒットによるものであり、「シューティングゲームを製作したい」「明るい恋愛ゲームを作ってみたい」と述べたこともある。
製作現場における自らの役割については「自分はゲームクリエイターではなく、あくまで制作を統括するビジネスマンでありたい」と発言している。一方で、ゲームクリエイターとして「やるからにはなんでもやりたい」とし、自らが制作する作品には監督として大部分に関わり、特に『ファイナルファンタジーXII』は超大作級の作品でありながら、制作総指揮・監督・脚本と異例とも言える多くのポジションを担当していた。事実、ゲーム製作の根幹を担うプログラミングに関しては全くの素人であると語っている。また、シナリオに関しても「仕方なく書いている」という主旨の発言をしている。

### 人物・逸話
- 趣味は読書、映画観賞、スポーツ観戦、料理、キャンプ、スノーボード、舞台鑑賞。音楽は主に洋楽を好む。フィクションでの料理を実際に創作する事もあり、イベント等で披露する事もある。[14]愛猫家としても知られTwitterには自身の猫を「にゃん」と呼称し投稿をしている。

- 個人的には笑いあり、涙あり、踊りあり、愛あり、エロスありといった陰鬱な作風とは逆のゲームが作りたいとのこと。

- 『ファミ通』のクロスレビューで40点満点を記録した15作品のうち2作品は、松野が開発に携わった『ベイグラントストーリー』、『ファイナルファンタジーXII』である。
- オンラインゲームに造詣が深く、『ファイナルファンタジーXI』以外にも『ウルティマオンライン』を5年以上続けていたという。これ以前にも、アマチュアによる『タクティクスオウガ』についてのインタビューをパソコン通信で回答したり、自身の作品のネット上での評価を気にしていたりと、オンラインゲームが一般的に広まる以前からインターネットを積極的に用いていた様である。
- 現在の愛車はジープ・ラングラーである[15]

## 製作作品
クエスト
- 魔天童子（1990年）
- レジェンド -明日への翼-（1991年）
- マジカルチェイス（1991年、スペシャルサンクス）
- 伝説のオウガバトル（1993年、ディレクター・ゲームデザイン・脚本）
- タクティクスオウガ（1995年、プロデューサー・ディレクター・ゲームデザイン・脚本）

スクウェア（スクウェア・エニックス）
- ファイナルファンタジータクティクス（1997年、ディレクター・脚本）
- ベイグラントストーリー（2000年、プロデューサー・ディレクター・脚本）
- PlayOnline（2001年、開発プロデューサー）
- ファイナルファンタジータクティクスアドバンス（2003年、プロデューサー・ゲーム原案）
- ファイナルファンタジーXII（2006年、ゲーム原案・シナリオ原案、元プロデューサー・ディレクター・脚本）

フリーランス
- マッドワールド（2009年、脚本）
- タクティクスオウガ 運命の輪（2010年、ゲームデザイン・脚本）
- ロストオーダー（発売未定、ディレクター・ゲームデザイン・脚本）

レベルファイブ
- クリムゾンシュラウド（GUILD01）（2012年、ディレクター・ゲームデザイン・脚本）

ALGEBRA FACTORY
- テラバトル内スペシャルクエスト「ブレアソールとアリオーネは死んだ」（2017年、シナリオ）
- ファイナルファンタジーXIV内コンテンツ「RETURN TO IVALICE」（2017年、脚本）
- ファイナルファンタジーXIV内コンテンツ「セイブ・ザ・クイーン」（2020年、脚本）

## メディア出演
- TOKYO M.A.A.D SPIN『ゆう坊＆マシリトのKosoKoso放送局』（2024年1月29日・2月26日、2025年4月26日、J-WAVE）[16] ※鳥嶋和彦と堀井雄二がホストMCを務める番組